# 旭川シティネットワーク
株式会社旭川シティネットワーク（あさひかわシティネットワーク）は、北海道旭川市の一部地域を放送区域として超短波放送（FM放送）を行う特定地上基幹放送事業者である。
FMりべーるの愛称でコミュニティ放送を営んでいる。リベールとはフランス語で「川」の意味である。

## 概要
1993年（平成5年）12月、道内2局目・全国5局目のコミュニティ放送局として開局。当初はJR旭川駅1号館2階の本社にスタジオを2つ設置し、午前6時 - 午前0時の編成で放送を開始した。一部の番組は当時の旭川駅3号館（旭川市宮下通8丁目）にあった北海道放送（HBC）旭川放送局のサテライトスタジオを使用していたが、2006年（平成18年）5月に買物公園に面するヨシタケパークビルに移転したのに伴い、同ビル内の自社スタジオからの放送に完全移行。同時に24時間放送も開始した。なお、送信所機能も開局よりHBC旭川放送局内に設置されていたが、北彩都あさひかわ（旭川駅周辺の再開発事業）の一環として進められている旭川駅の鉄道高架化に伴う、HBC局舎を含めた現駅舎の取り壊しが実施されるため（HBC局舎は2010年（平成22年）12月に解体完了）、旭川市5条通19丁目のマンション「エンドレス519」屋上に送信所を移転した。
可聴範囲は旭川市と近隣地域、放送エリア内人口は約42万人、約19万世帯。和寒町や剣淵町、上富良野町の一部でも受信が可能。ただし、上川町の中心部や層雲峡地区では受信が困難であるほか、ある旭川市でも深川市に近い神居町の神居古譚・西丘・豊里各地区ではNHK-FM放送の深川中継局（84.0MHz）との周波数の間隔がわずか0.3MHzしかないため受信が困難となる場合もあるが、受信できない場合でもサイマルラジオで自社制作番組に限り聴取可能である。また、旭川ケーブルテレビ・ポテトでも83.1MHzに周波数変換して再送信している。

## 編成内容
地域情報・イベント情報・ニュース・交通情報などを提供している。自社制作番組・外部制作番組以外では、道内のコミュニティ放送局で唯一、スターデジオを放送している。とくに土曜日は自社制作番組が組まれる10時 - 12時と日中時間帯における正時前のCMを除きほぼ終日でスターデジオを放送しており、金曜日と日曜日も1日の総放送時間の半数以上をスターデジオに充てている。年末年始の12月29日 - 翌年1月3日の間は通常放送が全面休止となり、音楽プログラムと年末特番（2012年12月31日の21:00 - 22:00に放送された同局の開局10周年記念番組である立川談志の落語「芝浜」のアンコール放送や、みのや雅彦の初笑いぶ等）を放送。なお、悪天候などでスターデジオの受信状態が一時的に不能になった場合は回復するまでの間、FMりべーる独自で用意したフィラー音楽（オルゴール音楽）で空白時間帯を穴埋めする（通常番組の放送が途中で中断した場合でも同様）。生放送番組は水曜日で比較的に多く編成されている。ごくまれではあるが、下記にある生放送番組でもスケジュールの都合で事前収録による録音放送に変更される場合もあり、逆に収録番組でも生放送で行なわれる場合もある。
時報は、ステーションジングルの後に「プッ、プッ、プッ、ポーン」となるが、時報CMでは「ポーン」のみとなる。スターデジオ再送信放送が始まるジングルが流れるときは時報そのものが流れていない。
同局で番組を持っているタレントの数人はSTVラジオなどでの経験もある。

### 主な番組
| （月曜 - 金曜） - モーニングキャッチ（月曜 - 金曜、生放送。「げんき朝一番!」の金曜日放送分終了に伴う後継番組として2012年8月3日放送開始） - マダムケロコのちょっと長話（月曜 - 水曜は2時間の生放送。木曜・金曜は事前収録による1時間の録音放送。スケジュールの都合で前者が収録、後者が生放送に変更となる場合でも放送時間は変更無し） - ラジオアフタヌーンショウ（月曜 - 木曜、生放送）※パーソナリティ 山下隆久 - SAYAカフェタイム（月曜 - 木曜、生放送） - ヒルモリタ（金曜、生放送） - 月曜宝クジ（月曜） - タックスアカウンタンツハウス（月曜） - じゃずいとをかし（月曜） - 原田和典の音楽定食（月曜） - GOSPEL CROSS（月曜） - お茶の時間（火曜） - 経済再生!あさひかわ（火曜） - あさひかわフォークジャンボリー（火曜） - Music Radio 83.7（火曜） - ドートレトミシーの東川ミュージック・フォレスト（水曜）※木曜11時に再放送 - りべーるハイスクールレディオ（水曜） - トゥデイズターゲット旭川（水曜、生放送） ※もともとは平日朝7時から1時間の帯番組として放送されていたが、週1回の放送となった際に水曜日夜の時間帯に移動された。 ※森山病院の理事長である森山領がナビゲーターを務めている（番組開始当初から。朝の帯番組時代でも毎週水曜日を担当）。 - 原大輔 唄は旬歌秋冬（木曜） - SOUL RADIO熱人（木曜） - ラフ→チケットの爆笑!お笑いSCHOOL（木曜） - 僕達おしゃべり妄想族（木曜） - ゲットバック ザ・ビートルズ（金曜） - 高橋真樹のケッパッテ!（金曜） - カローラ サウンドキャビン（金曜） - 道新ウィークリーファイル（金曜） - 徳原海のオホーツクの海より（金曜） （過去の主な番組） - モーニングサラダ - げんき朝一番! - 買物公園ド真ん中!かしまし食堂 - 木曜元気印 - りべーるスクエア・リターンズ - フライデイパラダイス - 森田仁のまだタイトル未定です。 - りつ子とお茶しましょ!（水曜） - ファイ党一発!（水曜） - こんにちは、歯科医です。（木曜） - 上條KENのラジオアフタヌーンショウ - 3時発！りべーるほっとステーション（月 - 木曜、生放送） - みやざわの愛はとまらない（火曜） - ハマノヒロチカラジオ（火曜） - 何ン田研二の何ンだかンだ行っても旭川（水曜） - ラジGON（金曜） - かとちえ・舞のラジオ!ラジオ!ラジオ! - りべーるAirトレイン（第4週の金曜） ※JR北海道旭川支社の社員がナビゲーターを務めていた。 | （土曜 - 日曜） - FUTURE DREAM （土曜、生放送。土曜 ナビゲーター麻生けんたろうほか）※ 第3週11時20分に旭川市長が出演するコーナーがある（事前収録）。このコーナーは旭川市の公式ホームページからも聴取することができる - クラシックにくびったけ（日曜） - MIZUのクールビズミュージック（日曜） - ウィークエンドセミファイナル みのや雅彦の30分一本勝負（日曜。録音放送。週によっては音楽のみで放送されることがある） ※ 2011年（平成23年）9月18日は60分に拡大し、アッシュアトリウムから公開生放送のパートでは実兄である上條KENが出演。 （過去の主な番組） - Up BeatAction ! - コーシンのいっしょけんめい!（第2、第4日曜日は生放送（東川町にある道の駅「道草館」サテライトから）で、それ以外はりべーるのスタジオにおける事前収録の録音放送） - 日曜演歌座（日曜。平日の事前収録による録音放送） ※ 2011年（平成23年）9月18日は上記2番組とも買物公園のアッシュアトリウムから公開生放送を実施 |

（スターデジオ以外の外部制作番組）
- よしもとホッカモリ（木曜）
- 大山慎介の「復活」北海道（土曜、水曜（再放送）、FMびゅー制作）

（過去の主な番組）
- 吉本ラジオ当番
- ラジネット北海道

（特別番組）
- 旭川市議会議員選挙開票速報（該当年のみ）

あさひかわ新聞の協力。開票所とスタジオを結び、選挙管理委員会からの開票状況を随時放送するとともに当選確実の候補者のもとにあさひかわ新聞の記者が向かい、候補者の生の声も伝える。原則として選挙管理委員会からの開票状況による全議席確定まで放送。